# Elisabeth Egnell
Elisabeth Hjördis Egnell (Säbra, 19 novembre 1987) è un'ex cestista svedese.

## Carriera
Con la Svezia ha disputato due edizioni dei Campionati europei (2013, 2015).